# Полтава
Полтава (укр. Полтава) град је у Украјини, у Полтавској области. Налази се на обали реке Ворскла. Према процени из 2022. у граду је живело 279.593 становника.

## Историја
Још увек се не зна када је Полтава основана, иако не постоје записи o граду пре 1174. из непознатих разлога, општинске власти су одлучиле да прославе 1100. годишњицу града 1999. godine. Насеље је заиста старо, јер су археолози пронашли остатке насеља из палеолита, као и остатке насеља скитског племена.

### Средњи век
Данашњи назив града традиционално се везује за насеље Лтава које се помиње у Ипатијевој хроници 1174. године. Према хроници, на Петровдан (12. јула) 1182. године, Игор Свјатославич је, гонећи хорде куманских канова Кончака и Кобијака, прешао реку Ворсклу код Лтаве и кренуо ка Перејаславу), где је Игорова војска победила Кумане. Током монголске инвазије на Кијевску Русију 1238–1239. многи градови средњег Дњепра су уништени, вероватно укључујући Лтаву.
Средином 14. века регион је био део Кијевског војводства, које је било вазал Алгирдасовој Великој кнежевини Литванији. Према руском историчару Александру Шењикову, област око данашње Полтаве била је део Куманског војводства које је припадало Мансуру, Мамајевом сину. Шењиков такође тврди да се Мансурско војводство придружило Великој кнежевини Литванији као придружена а не вазална држава, и да је у то време већ постојао град Полтава. Године 1399. Мансурова војска је помогла војсци Великог војводе Литваније у бици на реци Ворскли, док легенда каже да је после битке козак Мамај помогао Витолду да избегне смрт.
Град се први пут помиње под именом Полтава 1430. године. Наводно је 1430. године литвански војвода Витолд дао град, заједно са Глинском (данас село у близини града Ромнија) и Глиницом, Мурзи Олексу, који је из Златне хорде прешао у Велику кнежевину Литванију. Године 1430. Мурза Олекса је крштен као Александар Глински, који је био родоначелник породице Глински. Према Шењинкову, Александра Глинског је 1390. године крстио Кипријан, митрополит кијевски, који је повратио титулу митрополита кијевског и целе Русије (а не митрополита мале Русије и Литваније) и 6. марта 1390. трајно преселио у Москву.
Кримски кан Менгли Гирај је 1482. срушио Полтаву.

### Рани нови век
Године 1537. Ографена Василивна Глинска (Бајбуза) прешла је Полтаву свом зету Михаилу Ивановичу Грибунову-Бајбузи.
Након Лублинске уније 1569. године, територија око Полтаве улази у састав Пољске круне. Године 1630. Полтава је припала пољском магнату Бартоломеју Обалковском. Године 1641. је припала Александру Конијецпољском. In Године 1646. Полтава је постала део Вишњовјецке Ординације (велико имање Вишњовјецких у левообалној Украјини са центром у Лубнину), којим је управљао русинско-пољски магнат Јеремија Вишњовјецки (1612–1651).
Године 1648. град је постао база истакнутог пука украјинских Козака, и служио је као козачко упориште током устанка Богдана Хмељницког. Године 1650, у знак сећања на победу козачке војске над пољском војском на реци Полтавки, митрополит кијевски Силвестар Косов наредио је да се у Полтави оснује манастир Воздвижење часног Крста у Полтави. Пројекат је финансирао велики број угледних мештана, међу којима су Мартин Пушкар, Иван Искра, Иван Крамар и многи други.
Током Перејаславског сабора 1654. године, полтавски градски делегати су се заклели на верност цару Москве, након чега је столник Андреј Спаситељев стигао у Полтаву и забележио 1.335 становника који су се заклели на верност. Године 1658. Полтава је постала центар антивладине побуне коју је предводио Мартин Пушкар, који је оспорио легитимност избора Ивана Виховског на место хетмана Запорошке војске. Устанак је угушен уз помоћ кримских Татара.
По том питању бољар Василиј Борисович Шереметјев писао је Алексеју I 8. јуна 1658.: "… Черкаски [козачки] град Полтава је опустошен и спаљен до темеља и само ако Велики владар нареди да се поново изгради на татарској Сокми (путу) Бакејевског пута и заштити многе своје суверене градове од татарских пустошења.". Потписивањем мира у Андрусову, град је коначно припао Руском царству, али је остао у саставу Козачког хетманата.
Град је страдао у Великом турском рату када је 1695. године Петро Иваненко подигао антимосковски устанак уз помоћ кримских Татара, који су опустошили локални манастир. Исте године Полтавски пук је активно учествовао у Азовском походу који су резултирали заузимањем турске тврђаве Кизи-Кермен (данас град Берислав, Херсонска област). Дана 8. јула (нови календар) или 27. јуна (стари календар) 1709. одржана је битка код Полтаве у близини града током Великог северног рата. Битка се завршила одлучном победом Петра Великог над шведским снагама и имала је велики историјски значај за Русе. Године 1710. у граду и околини завладала је куга. Средином 18. века Коломак шума код Полтаве постала је база хајдамака (козачких паравојних група).
До 1770. Полтава је имала неколико фабрика цигала, пуковског лекара и апотеку. Те исте године град је одржао четири сајма. Године 1775. постао је град Новоросијске губерније, коју је чувала 8. чета Дњепарског штучког пука са седиштем у Кобељаки. Године 1775. Полтавски манастир Воздвижење часног Крста (рус. Крестовоздвиженский монастырь) постао је седиште епископа новостворене епархије славјанско-херсонске. Ова велика нова епархија обухватала је земље Новоросијске и Азовске губерније северно од Црног мора.
Пошто је велики део тог подручја Русија тек недавно освојила од Османског царства, а велики број православних грчких досељеника је био позван да се насели у региону, империјална влада је изабрала познатог грчког научника Евгенија Вулгариса да председава новом епархијом. После његовог пензионисања 1779. године, заменио га је други грчки теолог Никифор Теотокис.
Године 1779. град је основао Полтавску жупанијску школу, која је постала његова прва световна образовна установа. Године 1787. Катарина Велика се зауставила у Полтави на путу са Крима, у пратњи Григорија Потемкина, Александра Суворова и Михаила Кутузова. У Полтави, 7. јуна 1787. године, пред још један Руско-турски рат, Потемкин је добио титулу "принц од Тауриде", док је Суворов добио табакет са монограмом. Године 1802. град је постао седиште новоосноване Полтавске губерније. Становништво града 1802. године чинило је око 8.000 становника. Исте године у Полтави је отворена болница са 20 кревета коју је финансирала влада.

### 19. век
Дана 2. фебруара 1808. основана је Полтавска мушка гимназија. Дана 20. јуна 1808. године у град су позване око 54 породице занатлија из немачких кнежевина које су се населиле у новооснованом насељу Слобода са око 50 кућа. Године 1810. у Полтави је живело 8.328 људи; те исте године подигнуто је прво градско позориште. У августу 1812. године, по наређењу Малоруског генерал-губернатора Лобанова-Ростовског, чувени украјински писац и државник Иван Котљаревски формирао је 5. полтавски коњички козачки пук.
До 1860. године Полтава је имала око 30.000 становника, окружну школу, гимназију, духовну академију, кадетски корпус, библиотеку и неколико школа. Године 1870. отворена је железничка станица, што је довело до брзог економског раста у региону. Међутим, до 1914. године становништво Полтаве (око 60.000) је углавном радило у малим предузећима. Крајем 19. и почетком 20. века Полтава је постала важан културни центар, где су деловали многи представници украјинског националног препорода.

### 20. век
Током догађаја 1917–1920, Полтава је била под влашћу низа влада, укључујући Централну Раду, Хетманат, Украјинску Народну Републику, Бели покрет и бољшевике. Након што је постала део Украјинске ССР, Полтава је доживела убрзани индустријски раст, а њено становништво се повећало на 130.000 до 1939. године.
У Другом светском рату, нацистички Вермахт је окупирао Полтаву од краја октобра 1941. до 23. септембра 1943. године, када је поново заузет током черниговско-полтавске стратешке офанзиве у бици на Дњепру. Током нацистичке окупације јеврејска популација (9,9% укупне популације 1939. године) била је затворена у гету пре него што је убијена током масовних погубљења које је извршила Ајнзацгрупа и сахрањена у масовним гробницама у том подручју.
До лета 1944. Ваздухопловне снаге Сједињених Држава извеле су бројне бомбардовање нацистичке Немачке под називом Операција Франтик. Ваздухопловна база Полтава, као и авио-база Миргород, коришћене су као источне локације за слетање тешких бомбардера B-17 који су учествовали у тим операцијама.
Послератна обнова Полтаве настављена је 1950-их и 1960-их година. Град је постао важан центар војног образовања у Совјетском Савезу, где су се припремали ракетни и комуникациони официри, а ту су били смештени и тешки бомбардери Совјетског ратног ваздухопловства.

## Географија

### Клима
Полтава има топло-летњу умереноконтиненталну климу (Кепен: Dfb), са четири различита годишња доба, један је од најхладнијих градова у Украјини. Годишње падавине су прилично равномерно распоређене, са највећом концентрацијом лети, а зими падају у облику снега.
| Клима Полтава (1991–2020, екстреми 1948–данас)                                                      | Клима Полтава (1991–2020, екстреми 1948–данас) | Клима Полтава (1991–2020, екстреми 1948–данас) | Клима Полтава (1991–2020, екстреми 1948–данас) | Клима Полтава (1991–2020, екстреми 1948–данас) | Клима Полтава (1991–2020, екстреми 1948–данас) | Клима Полтава (1991–2020, екстреми 1948–данас) | Клима Полтава (1991–2020, екстреми 1948–данас) | Клима Полтава (1991–2020, екстреми 1948–данас) | Клима Полтава (1991–2020, екстреми 1948–данас) | Клима Полтава (1991–2020, екстреми 1948–данас) | Клима Полтава (1991–2020, екстреми 1948–данас) | Клима Полтава (1991–2020, екстреми 1948–данас) | Клима Полтава (1991–2020, екстреми 1948–данас) |
| Показатељ \ Месец                                                                                   | .Јан.                                          | .Феб.                                          | .Мар.                                          | .Апр.                                          | .Мај.                                          | .Јун.                                          | .Јул.                                          | .Авг.                                          | .Сеп.                                          | .Окт.                                          | .Нов.                                          | .Дец.                                          | .Год.                                          |
| --------------------------------------------------------------------------------------------------- | ---------------------------------------------- | ---------------------------------------------- | ---------------------------------------------- | ---------------------------------------------- | ---------------------------------------------- | ---------------------------------------------- | ---------------------------------------------- | ---------------------------------------------- | ---------------------------------------------- | ---------------------------------------------- | ---------------------------------------------- | ---------------------------------------------- | ---------------------------------------------- |
| Апсолутни максимум, °C (°F)                                                                         | 11,1 (52)                                      | 16,0 (60,8)                                    | 22,4 (72,3)                                    | 29,9 (85,8)                                    | 34,2 (93,6)                                    | 35,7 (96,3)                                    | 39,0 (102,2)                                   | 39,4 (102,9)                                   | 35,2 (95,4)                                    | 29,6 (85,3)                                    | 20,0 (68)                                      | 13,5 (56,3)                                    | 39,4 (102,9)                                   |
| Максимум, °C (°F)                                                                                   | −1,7 (28,9)                                    | −0,3 (31,5)                                    | 5,6 (42,1)                                     | 15,1 (59,2)                                    | 21,7 (71,1)                                    | 25,2 (77,4)                                    | 27,5 (81,5)                                    | 27,1 (80,8)                                    | 20,7 (69,3)                                    | 12,9 (55,2)                                    | 4,8 (40,6)                                     | −0,2 (31,6)                                    | 13,2 (55,8)                                    |
| Просек, °C (°F)                                                                                     | −4,2 (24,4)                                    | −3,4 (25,9)                                    | 1,7 (35,1)                                     | 9,9 (49,8)                                     | 16,0 (60,8)                                    | 19,7 (67,5)                                    | 21,7 (71,1)                                    | 21,0 (69,8)                                    | 15,2 (59,4)                                    | 8,4 (47,1)                                     | 1,9 (35,4)                                     | −2,6 (27,3)                                    | 8,8 (47,8)                                     |
| Минимум, °C (°F)                                                                                    | −6,5 (20,3)                                    | −6,0 (21,2)                                    | −1,6 (29,1)                                    | 5,2 (41,4)                                     | 10,6 (51,1)                                    | 14,6 (58,3)                                    | 16,4 (61,5)                                    | 15,5 (59,9)                                    | 10,4 (50,7)                                    | 4,8 (40,6)                                     | −0,4 (31,3)                                    | −4,7 (23,5)                                    | 4,9 (40,8)                                     |
| Апсолутни минимум, °C (°F)                                                                          | −32,2 (−26)                                    | −29,1 (−20,4)                                  | −22,8 (−9)                                     | −11,1 (12)                                     | −1,7 (28,9)                                    | 3,0 (37,4)                                     | 7,2 (45)                                       | 2,8 (37)                                       | −3,0 (26,6)                                    | −11,1 (12)                                     | −21,5 (−6,7)                                   | −28,6 (−19,5)                                  | −32,2 (−26)                                    |
| Количина падавина, mm (in)                                                                          | 41,7 (1,642)                                   | 34,6 (1,362)                                   | 37,5 (1,476)                                   | 39,3 (1,547)                                   | 53,0 (2,087)                                   | 72,7 (2,862)                                   | 69,0 (2,717)                                   | 42,9 (1,689)                                   | 54,1 (2,13)                                    | 50,7 (1,996)                                   | 45,2 (1,78)                                    | 41,8 (1,646)                                   | 582,5 (22,933)                                 |
| Дани са падавинама (≥ 1.0 mm)                                                                       | 8,6                                            | 7,5                                            | 7,8                                            | 7,1                                            | 7,8                                            | 9,0                                            | 7,7                                            | 5,6                                            | 6,6                                            | 6,1                                            | 7,7                                            | 8,5                                            | 90,0                                           |
| Релативна влажност, %                                                                               | 85,9                                           | 82,5                                           | 76,4                                           | 64,8                                           | 61,3                                           | 67,2                                           | 66,7                                           | 63,1                                           | 70,5                                           | 77,4                                           | 85,9                                           | 86,6                                           | 74,0                                           |
| Сунчани сати — месечни просек                                                                       | 68                                             | 76                                             | 132                                            | 183                                            | 266                                            | 293                                            | 301                                            | 285                                            | 215                                            | 144                                            | 59                                             | 42                                             | 2.064                                          |
| Извор #1: Pogoda.ru                                                                                 |                                                |                                                |                                                |                                                |                                                |                                                |                                                |                                                |                                                |                                                |                                                |                                                |                                                |
| Извор #2: Светска метеоролошка организација (влажност и падавине 1981–2010; сунчани дани 1961–1990) |                                                |                                                |                                                |                                                |                                                |                                                |                                                |                                                |                                                |                                                |                                                |                                                |                                                |

## Становништво
Према процени, у граду је 2012. живело 297.589 становника.
| 1979.   | 1989.   | 2001.   | 2012.   |
| ------- | ------- | ------- | ------- |
| 278.931 | 314.740 | 317.998 | 297.589 |

## Градска влада
Полтава је административни центар Полтавске области. Међутим, Полтава је град обласне подређености, тако да је директно подређен регионалним властима, а не регионалној администрацији која се налази у самом граду.
Влада Полтаве састоји се од 50-чланог Градског већа Полтаве (укр. Полтавська Міська рада) на чијем челу је секретар. Актуелни градоначелник града је Олександр Мамај, који је положио заклетву 4. новембра 2010. након што је изабран са више од 61 одсто гласова. Године 2015. поново је изабран за кандидата партије Савести Украјине са 62,9% у другом кругу избора за градоначелника.
Територија Полтаве је подељена на 3 административна рејона (округа):
1. Шевченков рејон,[17][18] на југозападу са површином од 2.077 хектара и популацијом од 147.600 у 2005. То је углавном стамбена област и обухвата центар града.
2. Кијевски рејон,[19] је највећи по површини, који обухвата 5.437 хектара, или 52,8% од укупног града који се налази на северу и северозападу. Његов попис 2005. године износио је 111.900. Овај округ има велику индустријску зону.
3. Подиљски рејон,[20] на истоку и југоистоку, у долини реке Ворскле, са површином од 2.988 хектара и популацијом од 53.700 2005. године.

## Култура
Центар старог града је полукружни неокласични трг са тосканским редом од ливеног гвожђа (1805–1811), подигнутим у знак сећања на стогодишњицу битке код Полтаве. Петар Велики је славио своју победу у Спаситељевој цркви, а то дрвено светилиште из 17. века пажљиво је очувано до данас. Петокуполна градска катедрала, посвећена Воздвижењу часног Крста, врхунски је споменик козачког барока, подигнута између 1699. и 1709. године. У целини, катедрала представља јединство које чак ни неокласични звоник није успео да поквари. Још једна барокна црква, посвећена Успењу Пресвете Богородице, срушена је 1934. и обновљена 1990-их.
Мала планета 2983 Полтава коју је 1981. открио совјетски астроном Николај Черних названа је по овом граду.

### Спорт
Најпопуларнији спорт је фудбал. У граду се налазе два професионална фудбалска тима: ФК Ворскла Полтава која наступа у Премијер лиги Украјине у фудбалу и ФК Полтава која наступа у Другој лиги. У Полтави постоје 3 стадиона: стадион Бутовски Ворскла (главни градски стадион), стадион Динамо се налази у центру града и стадион Локомотива који се налази у Подиљском рејону.

## Познати становници
- Верка Сердјучка – украјинска певачица
- Соња Делоне – украјинско-француска уметница, суоснивач уметничког покрета Орфизам, познат по употреби јаких боја и геометријских облика
- Николај Гогољ – писац
- Анатолиј Луначарски – руски марксистички револуционар и први совјетски народни комесар просвете одговоран за културу и образовање
- Микола Лисенко – Композитор, оснивач прве украјинске школе класичне музике
- Иван Паскјевич – украјински војсковођа у руској служби
- Симон Петљура –  украјински политичар и државник, вођа украјинске борбе за независност након Руске револуције 1917.
- Григориј Сковорода – украјински песник, филозоф и композитор
- Пајсије Величковски – православни монах и теолог познат по промовисању старецизма

## Саобраћај
Транспортна инфраструктура Полтаве састоји се од две главне железничке станице са железничким везама са Кијевом, Харковом и Кременчугом. Линија Полтава-Кијев је електрификована и користи је Полтава Експрес. Електрификација линије Полтава-Харков је завршена у августу 2008. године.
Автовокзал служи као градска аутобуска станица. Аутобуси за локалне општинске линије полазе са „АЦ-2“ (аутостаница бр. 2 Шевченковом улицом) и „АЦ-3“ (улица Зинкивска). Локални општински аутобуси стају дуж Шевченкове улице. Маршрутке опслужују подручја где редован аутобуски приступ није доступан, међутим, оне су у приватном власништву и скупље су у односу на градске аутобусе. Поред њих, тролејбуска мрежа од 10 рута од 72,6 километара пролази кроз град. На трасама града иде више од 50 тролејбуса.
Полтаву такође опслужује међународни аеродром, који се налази ван граница града у близини села Ивашки. Међународни аутопут М03, који повезује Полтаву са Кијевом и Харковом, пролази кроз јужну периферију града. Постоји и регионални аутопут П-17 који прелази Полтаву и повезује је са Кременчуком и Сумијем.

## Образовање
Полтава је одувек била један од најважнијих научних и образовних центара у Украјини. Главни универзитети и институције високог образовања укључују следеће:
- Полтавски национални педагошки универзитет В. Г. Короленко
- Национални универзитет "Јуриј Кондратјук Полтавска политехника"
- Полтавска аграрна државна академија
- Полтавски државни медицински универзитет као Полтавски медицински и стоматолошки универзитет 2021. године Украјинска медицинска стоматолошка академија (УМСА) промењена је у Полтавски државни медицински универзитет (ПСМУ)
- Полтавски универзитет економије и трговине
- Полтавски војни институт веза
- Полтавски правни институт Националног правног универзитета Јарослав Мудриј
- Полтавски огранак Државне академије за статистику, регион и ревизија Државном комитету за статистику Украјине

Астрономија
- Полтавска гравиметријска опсерваторија (ПГО) се налази мало северније од центра града (улица Мјасоједов 27–29). Његов главни правци рада су мерење ротације Земље, варијације географске ширине (примењујући посматрања зенитних звезда, посматрања лунарне окултације и друго)
- Осматрачка станица ПГО у руралном подручју, неких 20 км источно дуж аутопута М03-Е40. Ту се налази и радиотелескоп УРАН-2 (укр. УРАН-2)

## Партнерски градови
- Велико Трново, Бугарска (1963)
- Филдерштат, Немачка
- Лајнфелден-Ехтердинген
- Остфилдерн, Немачка
- Ирондиквојт, САД
- Кристијанстад, Шведска

## Галерија
- Зграда Племићке скупштине
- Државна управна зграда (Руско царство)
- Црква Спаса
- Полтавско позориште музике и драме
- „Гранд хотел“ трговца Гинзбурга
- Обелиск у част Ивана Котљаревског
- Вила Бахматског у маварском стилу
- Крестовоздвиженски манастир
- Традиционални украјински бунар, "криница
- Бивша зграда Регионалне управе
- Национални технички универзитет
- Масовна гробница руских војника (погинулих у бици код Полтаве)
- Главна пешачка улица
- Служба безбедности Украјине
- Округли трг у центру Полтаве